# El Molinón
O Estadio Municipal El Molinón, mais conhecido como El Molinón, é um estádio de futebol localizado e de propriedade da cidade de em Gijón, Astúrias, Espanha. Ali o Sporting de Gijón disputa seus jogos desde 1915, que atualmente comporta 29 371 espectadores.
Seu nome faz referência a um grande moinho hidráulico erguido próximo ao lugar onde foi construído.
O El Molinón foi palco de dois eventos históricos. No âmbito do futebol espanhol foi onde surgiu a expressão "Así, así, así gana el Madrid" numa partida entre Sporting Gijón x Real Madrid em 25 de novembro de 1979. O grito da torcida do Gijón ocorreu para criticar supostas ajudas da arbitragem. No âmbito mundial, se disputou o Jogo da vergonha da Copa de 1982, quando a seleção da Alemanha Ocidental venceu a Áustria por 1x0. A Seleção Espanhola de Futebol disputou sete partidas em seu campo.

## Copa do Mundo FIFA de 1982
Recebeu três jogos da Copa do Mundo de 1982.
| Data     | 1ª equipe          | Placar | 2ª equipe | Fase    | Público |
| -------- | ------------------ | ------ | --------- | ------- | ------- |
| 16 junho | Alemanha Ocidental | 1–2    | Argélia   | Grupo B | 42 000  |
| 20 junho | Alemanha Ocidental | 4–1    | Chile     | Grupo B | 42 000  |
| 25 junho | Alemanha Ocidental | 1–0    | Áustria   | Grupo B | 43 000  |